# Mesua
Genre
Mesua est un genre de plantes à fleurs de la famille Calophyllaceae. Originaire de l'Asie tropicale méridionale, les noms communs utilisés pour nommer certaines espèces de ce genre sont bois de fer, ce nom étant partagé avec de nombreuses autres espèces, et rose chestnut (marron rose en français).

## Description
Ce sont des arbustes à feuilles persistantes ou de petits arbres pouvant atteindre 13 m de haut. Les feuilles sont disposées en paires opposées.

## Liste des espèces
Selon GBIF (2 décembre 2024) :
- † Mesua antiqua Awasthi et al., 1992
- Mesua bilabiata P.F.Stevens
- Mesua clemensiorum (Gagnep.) Kosterm.
- Mesua clemensorum Kosterm.
- Mesua corneri L.
- Mesua ferrea L.
- Mesua glabra Forssk.
- Mesua kochummenia Whitm.
- Mesua kochummeniana Whitmore
- Mesua nivenii Whitmore
- Mesua nuda Kosterm. ex Whitmore
- Mesua planigemma Kosterm.
- Mesua pulchella Planch. & Triana
- Mesua purseglovei Whitmore
- Mesua pustulata (Ridl.) P.S.Ashton
- † Mesua tertiara Lakhanpal, 1964
- Mesua thwaitesii Planch. & Triana

## Systématique
Le nom correct complet (avec auteur) de ce taxon est Mesua L..
Mesua a pour synonymes :
- Nagassari Adans.
- Nagatampo Adans.
- Naghas Mirb. ex Steud.
- Plagiorrhiza Hallier f.
- Plinia Blanco
- Rhynea Scop.
- Vidalia Fern.-Vill.